# Anesthesy
Anesthesy war eine belgische Thrash- und Death-Metal-Band aus Kortrijk, die im Jahr 1985 unter der dem Namen Vendetta gegründet wurde und sich 2001 wieder auflöste. Seit der Auflösung fand die Band hin und wieder zusammen, um vereinzelt Konzerte zu spielen.

## Geschichte
Die Band wurde im Jahr 1985 gegründet. Da bereits eine gleichnamige deutsche Band existierte, änderte die Gruppe ihren Namen Mitte 1988 in Anesthesy um. Zu dieser Zeit schaute sich die Gruppen nach einem neuen Sänger um, um Stefaan „Stef“ Deldaele zu ersetzen. Gegen Ende des Jahres fand die Gruppe mit Stefaan Vanijzere einen passenden Ersatz. Die weiteren Mitglieder waren die Gitarristen Franky Libeert und Christophe „Stoffe“ Decaesteker, Bassist Chris Decaesteker und Schlagzeuger Ringo Remmery. Nach nur wenigen Auftritten, verließ Deldaele die Band am 19. Mai 1989 wieder, dem Christophe Decaesteker am 27. Mai folgte. Da kein passender Ersatz gefunden wurde, übernahm Libeert zusätzlich die Tätigkeit des Sängers.
Vom 21. bis 24. Juli begab sich die Gruppe in das Mix Studio in Kortrijk, um das erste Demo Overdose aufzunehmen. Als Produzent waren dabei unter anderem Stefaan Deldaele tätig, welcher auch der alte Sänger der Band war, als sie noch den Namen Vendetta trug. Es folgten Auftritte, wodurch C.M.F.T. Records im März 1990 auf die Band aufmerksam wurde und diese unter Vertrag nahm. Die Aufnahmen fanden im Square Studio statt. Noch bevor das Debütalbum Just Married erschien, ging C.M.F.T. Records bankrott, sodass der Tonträger nie veröffentlicht wurde. Am 20. Oktober 1990 verließ Schlagzeuger Remery die Band und wurde durch Diëgo Denorme ersetzt. Am 15. Dezember folgte in Aalst ein Auftritt mit Thyrus. Im Jahr 1991 folgten weitere Auftritte: Am 21. April spielte die Band mit Asphyxia und Cyclone in Moorsel. Anfang März 1992 begab sich die Band in das CCR Studio, um sechs der neun Lieder, die aus den Aufnahmesessions zu Just Married entstanden waren, neu aufzunehmen und es als gleichnamige EP noch im selben Jahr zu veröffentlichen. Kurz nach der Veröffentlichung kam Werner Vanlaere als weiterer Gitarrist zur Band. Anfang 1993 unterschrieb die Band einen Vertrag bei Tessa Records. Die Gruppe war auf Tessa Records Kompilation Detonation zu hören, auf der auch Bands wie Ancient Rites zu hören war. Die Aufnahmen zum Debütalbum Survival of the Fittest zwischen dem 20. September und 8. Oktober 1993 da. Als Produzent war André Gielen tätig, Tony De Block mischte das Album ab. Am 6. Februar 1993 spielte die Band ein Konzert in Sint-Lievens-Houtem zusammen mit Asphyxia, Channel Zero, Exoto und Lethal Impact, dem am 17. Juli ein weiterer Auftritt in Vichte mit Stone Cold & Crazy folgte. Die Band nannte ihr Album Survival of the Fittest in Exaltation of the Eclipse um und veröffentlichte es schließlich Anfang 1994. Später verließ Bassist Chris Decaesteker und wurde durch den Ex-Vendetta-Sänger Stefaan Vanijzere ersetzt. Die Gruppe erreichte einen Vertrag mit Black Mark Production, worüber in den nächsten fünf Jahren drei Alben veröffentlicht werden sollten. Darunter war auch eine Wiederveröffentlichung von Exaltation of the Eclipse enthalten.
Nachdem im Jahr 1994 weitere Auftritte folgten, wurden Stefaan Vanijzere und Franky Libeert verwickelt. Vanijzere wurde lebensgefährlich verletzt, während Libeert den Unfall nicht überlebte. 1996 entschieden sich Vanlaere, Deldaele und Denorme die Band zu Ehren von Libeert fortzusetzen. Als neue Mitglieder kamen Sänger Sven Houfflijn und Gitarrist David Vandewalle zur Besetzung. Im selben Jahr spielte die Bands zudem weitere Konzerte. Zusammen nahmen sie mit Session-Gitarrist Guy Commeene mit. The Fifth Season wurde im Midas Studio in Lokeren aufgenommen und wurde von Tony De Block produziert. Das Album wurde im Jahr 1998 bei Midas Productions veröffentlicht. Etwas später verließ Gitarrist Vanlaere die Band, sodass Commeene als permanentes Mitglied in die Gruppe aufgenommen wurde. Es folgten weitere Änderungen in der Besetzung: Gitarrist David Vandewalle wurde durch Jason Masschelein ersetzt und Wouter Nottebaert nahm Stefaan Vanijzeres Posten als Bassist ein. Diese neue Besetzung nahm im Jahr 1999 ein Promoalbum namens Chaos Path auf, das anfangs den Namen Let the Mayhem Begin trug. Das Album wurde an verschiedene Labels und Magazine geschickt. Es folgten weitere Live-Auftritte. Anfang 2000 wurde Gitarrist Jason Masschelein durch Reinier Schenk (Ex-Battalion, Ex-Yosh) ersetzt. Mitte des Jahres verließ Bassist Nottebaert die Band wieder. Nachdem sich diesem Sänger Sven Houfflijn und Gitarrist Reinier Schenk angeschlossen hatten, löste sich die Band auf.
Einige Jahre später kamen die Mitglieder aus der Aufnahmesitzung zu Chaos Path wieder zusammen, um erneut zusammen zu spielen. Danach entschied sich die Gruppe wieder für eine kurze Zeit zusammen aufzutreten. Die Gruppe spielte unter anderem auf dem Metal Assault in Wevelgem am 10. Juli 2004, auf dem auch Bands wie Caducity und Leptotrichia vertreten waren. Während dieser Auftritte war Chaos Path auch für die Öffentlichkeit verfügbar.
Im April 2001 gründeten Guy Commeene und Diëgo Denorme die Band Artrac. Wouter Nottebaert und David Vandewalle traten 2004 der Band ebenfalls bei. Sänger Sven Houfflijn trat kurzzeitig Impedigon bei und stieg dann bei Fleshmould ein, eine Technical-Death-Metal-Band, die Gitarrist Reinier Schenk bereits im Jahr 2000 gegründet hatte.

## Stil
Die Band spielt eine Mischung aus Death- und Thrash-Metal, die an Bands wie Protector oder Messiah in ihrer mittleren Phase beschrieben. Die Musik ist technisch anspruchsvoll. Die Gitarrenriffs erinnern an Bands wie Benediction und Bolt Thrower.

## Diskografie
als Vendetta
- Season of the Witch (Demo, 1987, Eigenveröffentlichung)

als Anesthesy
- Overdose (Demo, 1989, Eigenveröffentlichung)
- Just Married (EP, 1992, Eigenveröffentlichung)
- Exaltation of the Eclipse (Album, 1994, Tessa Records, Re-Release durch Black Mark Production)
- The Fifth Season (Album, 1998, Midas Productions)
- Chaos Path (Album, 1999, Eigenveröffentlichung)